# Ценьсі
Ценьсі (кит. спр. 岑溪市, піньїнь: Cénxī Shì) — місто-повіт на сході Гуансі-Чжуанського автономного району, складова міста Учжоу

## Географія
Ценьсі у середньому розташовується на висоті близько 107 метрів над рівнем моря, лежить на півдні префектури на одній з приток річки Сіцзян.

### Клімат
Місто знаходиться у зоні, котра характеризується вологим субтропічним кліматом. Найтепліший місяць — липень із середньою температурою 28,5 °C. Найхолодніший місяць — січень, із середньою температурою 12,9 °С.
| Клімат Ценьсі                                      | Клімат Ценьсі | Клімат Ценьсі | Клімат Ценьсі | Клімат Ценьсі | Клімат Ценьсі | Клімат Ценьсі | Клімат Ценьсі | Клімат Ценьсі | Клімат Ценьсі | Клімат Ценьсі | Клімат Ценьсі | Клімат Ценьсі | Клімат Ценьсі |
| Показник                                           | Січ.          | Лют.          | Бер.          | Квіт.         | Трав.         | Черв.         | Лип.          | Серп.         | Вер.          | Жовт.         | Лист.         | Груд.         | Рік           |
| Середній максимум, °C                              | 18            | 20,3          | 22,8          | 27,8          | 31            | 32,7          | 33,9          | 32            | 29,5          | 29,5          | 25,5          | 20,8          | 27,3          |
| Середня температура, °C                            | 12,9          | 15,3          | 18,3          | 23,1          | 26,1          | 27,7          | 28,5          | 28,2          | 26,5          | 23,5          | 19            | 14,6          | 22            |
| Середній мінімум, °C                               | 9,6           | 12,1          | 15,2          | 19,9          | 22,8          | 24,6          | 25,1          | 24,9          | 23,1          | 19,4          | 14,8          | 10,6          | 18,5          |
| Норма опадів, мм                                   | 51.1          | 45.7          | 75            | 158.8         | 232.5         | 228.9         | 197.5         | 212.8         | 133.7         | 58.1          | 50.3          | 39.8          | 1484.2        |
| Вологість повітря, %                               | 77            | 79            | 80            | 79            | 79            | 81            | 78            | 80            | 79            | 75            | 74            | 74            | 78            |
| -------------------------------------------------- | ------------- | ------------- | ------------- | ------------- | ------------- | ------------- | ------------- | ------------- | ------------- | ------------- | ------------- | ------------- | ------------- |
| Джерело: Дані метеостанції №59454 (КНР, 1991-2020) |               |               |               |               |               |               |               |               |               |               |               |               |               |